# Chhunly Pagenburg
Chhunly Pagenburg (* 10. November 1986 in Nürnberg) ist ein ehemaliger deutsch-kambodschanischer Fußballspieler.

## Karriere

### Verein
Der Stürmer begann das Fußballspielen mit vier Jahren bei Phönix Nürnberg. Über die Jugendabteilung der SpVgg Greuther Fürth kam er zum 1. FC Nürnberg, bei dem er nach der Jugendzeit vom Stammspieler und erfolgreichen Torschützen der 2. Mannschaft in der Saison 2005/06 in die Bundesligamannschaft aufrückte. Am 25. Februar 2006 gab er sein Bundesligadebüt in der Partie gegen Schalke 04.
Sein Startelf-Debüt gab Pagenburg am 14. April 2007 gegen Alemannia Aachen. In diesem Spiel erzielte er auch sein erstes Bundesliga-Tor. In der Rückrunde stand er insgesamt zehnmal auf dem Platz; im DFB-Pokal wurde er im Viertel- und im Halbfinale eingesetzt und schoss ein Tor. Am 8. November 2007 kam er im UEFA-Pokal zu seinem bislang einzigen internationalen Spiel, als er im Heimspiel gegen den FC Everton in der 85. Minute eingewechselt wurde. Da er sonst aber in der Hinrunde der Saison 2007/08 nur zu einem Kurzeinsatz kam, wechselte er in der Winterpause für eine Ablösesumme von 150.000 € zum Zweitligisten TSV 1860 München und bekam einen Vertrag bis Sommer 2010. Der 1. FC Nürnberg hatte ein Rückkaufsrecht im Abstiegsfalle. Sein erstes Pflichtspiel für die Löwen hatte er am 30. Januar 2008 im Achtelfinale des DFB-Pokals 2007/08 gegen Alemannia Aachen (3:2). Er wurde in der 65. Minute eingewechselt. Pagenburg konnte sich jedoch nicht als Stammspieler etablieren und kam auf nur fünf Ligaspiele. Er wurde auch in der zweiten Mannschaft eingesetzt, für die er zwei Tore erzielen konnte.
Nach dem Ende der Saison kehrte Pagenburg zum in die 2. Bundesliga abgestiegenen 1. FC Nürnberg zurück. Dort wurde er im ersten Pflichtspiel in der ersten Runde des DFB-Pokals gegen RW Ahlen in der 105. Minute eingewechselt. In der Liga spielte er anfangs nur mit der zweiten Mannschaft in der Regionalliga Süd. Erst am 14. Spieltag wurde er beim Derby gegen die SpVgg Greuther Fürth in der Zweiten Bundesliga eingewechselt. Am letzten Spieltag der Hinrunde wurde er im Spiel gegen seinen zweiten Exverein 1860 München eingewechselt.
Kurz vor Ende der Winterpause verließ Pagenburg den 1. FC Nürnberg mit sofortiger Wirkung und schloss sich dem Drittligisten Rot-Weiß Erfurt an, der sich vor der Rückrunde 2008/09 auf dem siebten Platz befand. Die Ablösesumme betrug etwa 100.000 €. Zur gleichen Zeit wechselte der Erfurter Stürmer Albert Bunjaku nach Nürnberg. Es wurde allerdings nie darüber berichtet, ob die Transfers in einem Zusammenhang stehen. Bis zum Ende der Spielzeit erzielte Pagenburg fünf Tore in 18 Spielen und der Verein beendete die Saison auf Platz zehn. Nach einer einjährigen verletzungsbedingten Leidenszeit aufgrund eines Knorpelschadens in der Hüfte und einer komplizierten Entzündung im Beckenbereich und ohne Einsatz in der Saison 2010/11 erhielt Pagenburg keinen neuen Vertrag in Erfurt und wechselte in die Regionalliga West zu Eintracht Trier, wo er am 6. August 2011 im Spiel gegen den SC Wiedenbrück 2000 debütierte, als er in der 63. Spielminute für Jeremy Karikari eingewechselt wurde und kurz darauf zum 2:0-Endstand traf. Im Mai 2012 verlängerte Pagenburg seinen Vertrag bis 2013. Zur Saison 2013/14 wechselt Pagenburg zum FSV Frankfurt, wo er einen Zweijahresvertrag mit einer Option für eine weitere Spielzeit unterschrieben hat.
Im Februar 2015 musste er aufgrund einer chronischen Rückenverletzung seine aktive Karriere mit 28 Jahren beenden und gilt fortan als Sportinvalide.

### Nationalmannschaft
Pagenburg kam außerdem für die deutsche U-19-Nationalmannschaft und die deutsche U-20-Nationalmannschaft zum Einsatz. Im Jahr 2013 bestritt er sein einziges Länderspiel für Kambodscha.

## Sonstiges
Sein Vorname Chhunly, den er von seiner kambodschanischen Mutter hat, bedeutet übersetzt „Glück im Frühling“.
Um sich auf seine Karriere als Fußballprofi zu konzentrieren, brach Pagenburg eine Lehre zum Bankkaufmann ab. Nach seiner Spielerkarriere widmete er sich der Immobilienwirtschaft. Im Oktober 2020 kandidierte er erfolgreich für den Aufsichtsrat des 1. FC Nürnberg.

## Erfolge
1. FC Nürnberg
- DFB-Pokalsieger: 2007